# أليخاندرو غانزابال
أليخاندرو غانزابال (بالإسبانية: Alejandro Ganzábal)‏ مواليد 16 فبراير 1960 في بوينس آيرس، الأرجنتين، هو لاعب كرة مضرب أرجنتيني سابق كان يلعب باليد اليمنى.

## روابط خارجية
- أليخاندرو غانزابال على موقع رابطة محترفي التنس (الإنجليزية)
- أليخاندرو غانزابال على موقع الاتحاد الدولي لكرة المضرب (الإنجليزية)
- أليخاندرو غانزابال على موقع كأس ديفيز (الإنجليزية)
- أليخاندرو غانزابال على موقع خلاصة التنس.كوم (الإنجليزية)